# Liisi Oterma
| Odkryte planetoidy: 54 | Odkryte planetoidy: 54 |
| ---------------------- | ---------------------- |
| (1504) Lappeenranta    | 23 marca 1939          |
| (1507) Vaasa           | 12 września 1939       |
| (1522) Kokkola         | 18 listopada 1938      |
| (1540) Kevola          | 16 listopada 1938      |
| (1544) Vinterhansenia  | 15 października 1941   |
| (1545) Thernöe         | 15 października 1941   |
| (1558) Järnefelt       | 20 stycznia 1942       |
| (1559) Kustaanheimo    | 20 stycznia 1942       |
| (1679) Nevanlinna      | 18 marca 1941          |
| (1680) Per Brahe       | 12 lutego 1942         |
| (1695) Walbeck         | 15 października 1941   |
| (1705) Tapio           | 26 września 1941       |
| (1758) Naantali        | 18 lutego 1942         |
| (1882) Rauma           | 15 października 1941   |
| (2064) Thomsen         | 8 września 1942        |
| (2107) Ilmari          | 12 listopada 1941      |
| (2159) Kukkamäki       | 16 października 1941   |
| (2195) Tengström       | 27 września 1941       |
| (2268) Szmytowna       | 6 listopada 1942       |
| (2291) Kevo            | 19 marca 1941          |
| (2332) Kalm            | 4 kwietnia 1940        |
| (2501) Lohja           | 14 kwietnia 1942       |
| (2640) Hällström       | 18 marca 1941          |
| (2717) Tellervo        | 29 listopada 1940      |
| (2774) Tenojoki        | 3 października 1942    |
| (2803) Vilho           | 29 listopada 1940      |
| (2804) Yrjö            | 19 kwietnia 1941       |
| (2805) Kalle           | 15 października 1941   |
| (2827) Vellamo         | 11 lutego 1942         |
| (2828) Iku-Turso       | 18 lutego 1942         |
| (2840) Kallavesi       | 15 października 1941   |
| (2841) Puijo           | 26 lutego 1943         |
| (2846) Ylppö           | 12 lutego 1942         |
| (2857) NOT             | 17 lutego 1942         |
| (2912) Lapalma         | 18 lutego 1942         |
| (2946) Muchachos       | 15 października 1941   |
| (2988) Korhonen        | 1 marca 1943           |
| (3132) Landgraf        | 29 listopada 1940      |
| (3381) Mikkola         | 15 października 1941   |
| (3497) Innanen         | 19 kwietnia 1941       |
| (3597) Kakkuri         | 15 października 1941   |
| (3811) Karma           | 13 października 1953   |
| (3892) Dezsö           | 19 kwietnia 1941       |
| (4133) Heureka         | 17 lutego 1942         |
| (4163) Saaremaa        | 19 kwietnia 1941       |
| (4227) Kaali           | 17 lutego 1942         |
| (5216) Cannizzo        | 16 kwietnia 1941       |
| (5534) 1941 UN         | 15 października 1941   |
| (5611) 1943 DL         | 26 lutego 1943         |
| (5985) 1942 RJ         | 7 września 1942        |
| (6886) Grote           | 11 lutego 1942         |
| (7267) Victormeen      | 23 lutego 1943         |
| (11780) Thunder Bay    | 3 października 1942    |
| (15198) 1940 GJ        | 5 kwietnia 1940        |

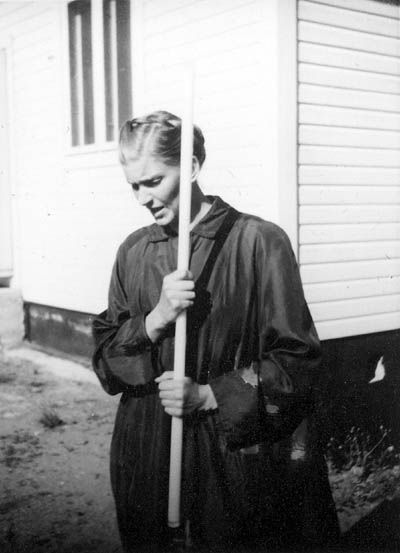
Liisi Oterma

Liisi Oterma (ur. 1915, zm. 4 kwietnia 2001) – fińska astronom, odkrywczyni 54 planetoid.

## Życiorys
Studiowała, a następnie pracowała na Uniwersytecie w Turku. Była pierwszą kobietą, która uzyskała stopień doktora na wydziale nauk ścisłych tej uczelni (w roku 1955), jak również pierwszą kobietą w Finlandii, która uzyskała doktorat z astronomii.
Była odkrywcą, współodkrywcą i badaczką kilku komet, w tym okresowych 38P/Stephan-Oterma oraz 39P/Oterma.
Planetoida (1529) Oterma została nazwana jej imieniem.